# Đinh Tiên Hoàng
Đinh Tiên Hoàng (chữ Hán: 丁先皇; 22 tháng 3 năm 924 - tháng 10 năm 979), tên húy là Đinh Bộ Lĩnh (丁部領)), là vị hoàng đế sáng lập triều đại nhà Đinh, nước Đại Cồ Việt trong lịch sử Việt Nam. Ông là người có công đánh dẹp loạn 12 sứ quân, thống nhất giang sơn và trở thành hoàng đế đầu tiên của Việt Nam sau thời Bắc thuộc.
Đại Cồ Việt là nhà nước mở đầu cho thời đại độc lập, tự chủ, xây dựng chế độ quân chủ tập quyền ở Việt Nam. Đinh Bộ Lĩnh mở nước, lập đô, lấy niên hiệu với tư cách người đứng đầu một vương triều bề thế: Thời kỳ phục quốc của Việt Nam, từ họ Khúc chỉ xưng làm Tiết độ sứ, tới Ngô Quyền xưng vương và tới vua Đinh xưng làm hoàng đế. Sau một số vị vua xưng đế từ trước và giữa thời Bắc thuộc rồi bị thất bại trước hoạ ngoại xâm, đến thời nhà Đinh, người cầm quyền Việt Nam mới thực sự vươn tới đỉnh cao ngôi vị và danh hiệu, khẳng định vị thế vững chắc của quốc gia độc lập, thống nhất qua các triều đại Đinh – Lê – Lý – Trần và buộc các điển lễ, sách phong của cường quyền phương Bắc phải công nhận là một nước độc lập. Từ Đinh Bộ Lĩnh trở về sau, các Vua không xưng Vương hay Tiết độ sứ nữa mà đều xưng Hoàng đế như một dòng chính thống. Đinh Tiên Hoàng là vị hoàng đế đặt nền móng sáng lập nhà nước phong kiến trung ương tập quyền đầu tiên ở Việt Nam, vì thế mà ông còn được gọi là người mở nền chính thống cho các triều đại phong kiến trong lịch sử.

## Tên gọi
Hầu hết các chính sử như: An Nam chí lược;  "Việt sử lược", "Đại Việt sử ký toàn thư", Việt sử tiêu án, đều viết Đinh Tiên Hoàng vốn họ Đinh tên Bộ Lĩnh (丁部領). Trần Trọng Kim trong sách Việt Nam sử lược cho biết "có sách" nói Đinh Tiên Hoàng tên thật là Đinh Hoàn (丁桓), "Bộ Lĩnh" là tước quan Trần Lãm phong cho Đinh Hoàn nhưng do Khâm định Việt sử thông giám cương mục và các sách khác đều nói Đinh Tiên Hoàng tên thật là Đinh Bộ Lĩnh nên ông không dùng tên Đinh Hoàn để gọi Đinh Tiên Hoàng. Trần Trọng Kim không nói rõ "sách" mà ông nhắc đến là sách gì.
Tên gọi "Đinh Tiên Hoàng" có nghĩa là vị vua đã khuất mang họ Đinh, đây không phải là tên thật hay thuỵ hiệu, miếu hiệu của Đinh Tiên Hoàng. Trong Việt sử lược Đinh Tiên Hoàng được gọi là "Đinh Tiên Vương" (丁先王), "Tiên Vương" (先王), trong Đại Việt sử ký toàn thư ông được gọi là "Tiên Hoàng Đế" (先皇帝), "Tiên Hoàng" (先皇). Tuy nhiên, cũng cần lưu ý rằng tất cả bản dịch Việt sử lược hiện nay đều là bản được in lại trong pho đại bách khoa Tứ khố toàn thư của nhà Thanh bên Trung Quốc, trong đó các tước vị Hoàng đế của các vua Đại Việt đều được tác giả thời đó giáng xuống tước Vương, theo như quan điểm "An Nam tiếm xưng Đế hiệu" của các chính quyền phong kiến Trung Quốc. Dù vậy, "Tiên Vương", "Tiên Hoàng", "Tiên Hoàng Đế" đều là tên gọi tôn kính dùng để chỉ một vị vua đã khuất. Một nhân vật lịch sử Việt Nam khác cũng có cái tên chắp ghép theo kiểu này là Trần Hưng Đạo (ghép từ họ Trần của ông với Hưng Đạo vương, là tước vị của ông).

## Tuổi thơ

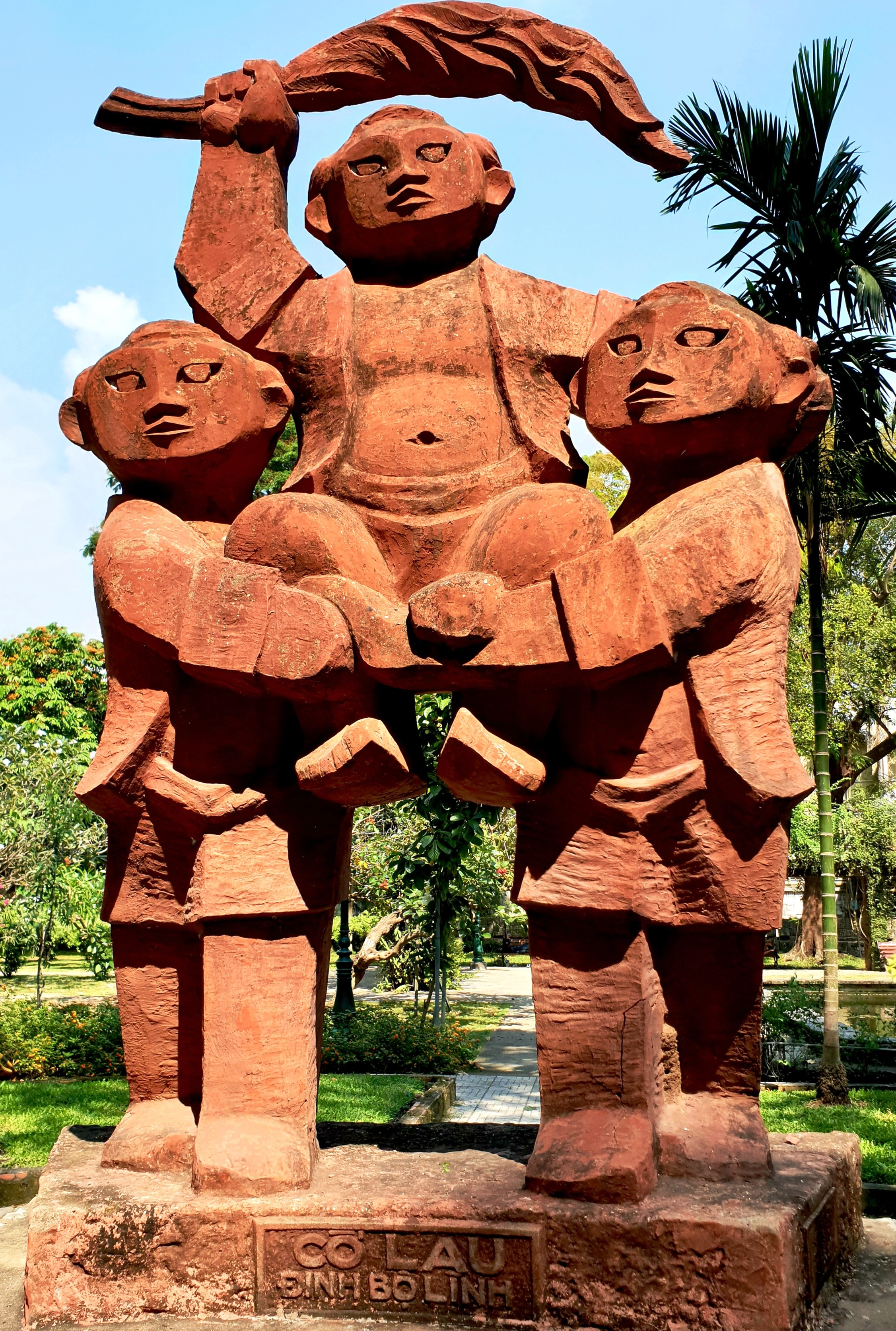
Tượng đài cờ lau Đinh Bộ Lĩnh ở Công viên Tao Đàn, Thành phố Hồ Chí Minh

Đinh Bộ Lĩnh sinh vào ngày Rằm tháng Hai, năm Giáp Thân (tức 22 tháng 3 năm 924) ở thôn Kim Lư, làng Đại Hữu, châu Đại Hoàng (nay là xã Đại Hoàng, tỉnh Ninh Bình). Cha của ông là Đinh Công Trứ, nha tướng của Dương Đình Nghệ, giữ chức thứ sử Hoan Châu (Nghệ An). Đinh Công Trứ mất sớm, Bộ Lĩnh theo mẹ về quê ngoại (xã Gia Tường, Ninh Bình) ở, vẫn nương nhờ người chú ruột là Đinh Thúc Dự ở quê nội gần đó. Từ bé Đinh Bộ Lĩnh đã tỏ ra là người có khả năng chỉ huy, ông cùng các bạn chăn trâu lấy bông lau làm cờ bày trận đánh nhau. Và trong đám bạn đó, có Đinh Điền, Nguyễn Bặc, Lưu Cơ và Trịnh Tú, những người sau này cùng Đinh Bộ Lĩnh tạo nên sự nghiệp.
Theo sách An Nam chí lược: Đinh Bộ Lĩnh, người động Hoa Lư, Giao Châu. Cha là Công Trứ, làm nha-tướng của Dương Đình Nghệ. Cuối thời Ngũ Đại, Dương Đình Nghệ đi trấn Giao Châu, lấy Công Trứ quyền Thứ sử Hoan Châu. Trước đây, Ngô Quyền giết Kiều Công Tiễn, cha con Bộ Lĩnh về với Ngô Quyền, Quyền nhân khiến Công Trứ về nhiệm chức cũ. Khi Công Trứ mất, Bộ Lĩnh kế tập chức cha.
Theo sách Việt sử tiêu án: Vua Đinh, tên Bộ Lĩnh, người làng Đại Hoàng, động Hoa Lư. Thân phụ vua là Công Trứ, nha tướng của Dương Đình Nghệ, cai trị Hoan Châu, mẹ là họ Đàm, nằm mộng thấy có một người lớn tay cầm cái ấn vua đến xin làm con, bèn có mang mà sinh ra vua, được ít lâu thì thân phụ dắt vào ở trong động, chơi với trẻ chăn trâu, lũ trẻ tôn làm đàn anh. Mỗi khi chơi đùa, giao tay nhau cho vua ngồi lên, khiêng đi làm xe, lấy bông lao làm cờ, dàn ra hai bên, rước đi làm như nghị vệ nhà vua. Trong nhà nuôi được con lợn, thừa lúc mẹ đi vắng, vua mổ lợn khao bọn trẻ rồi di cư đến Đào Úc Sách. Bà mẹ sợ, mang chuyện ấy nói với chú Đinh Dự, Dự cầm dao đi tìm, đuổi đến bờ sông, vua chạy sa vào bùn lầy, thấy có con rồng vàng, đỡ hai bên vua sang qua sông. Ông chú sợ bỏ về, vua bèn theo bọn ngư hộ làm nghề đánh cá, bắt được ngọc huê lớn để vào đáy giỏ. Đến đêm vào chùa ngủ trọ, nhà sư thấy trong cái giỏ có tia sáng tròn, hỏi cớ sao, và nói rằng: "Anh này ngày sau cao quý không thể nói được". Sau đến nương nhờ Trần Minh Công, làm chỉ huy của quân Trần đánh đâu được đấy, gọi là Vạn Thắng Vương. Quần thần dâng tôn hiệu là Đại Thắng Minh Hoàng đế.
Theo Đại Việt Sử Ký Toàn Thư chép::"Vua mồ côi cha từ bé, mẹ họ Đàm đưa gia thuộc vào ở cạnh đền sơn thần trong động. Vào tuổi nhi đồng, vua thường cùng bọn trẻ con chăn trâu ngoài đồng. Bọn trẻ tự hiểu kiến thức không bằng vua, cùng nhau suy tôn ông làm trưởng. Phàm khi chơi đùa, thường bắt bọn chúng chéo tay làm kiệu khiêng và cầm hoa lau đi hai bên để rước như nghi trượng thiên tử. Ngày rỗi, thường kéo nhau đi đánh trẻ con thôn khác, đến đâu bọn trẻ đều sợ phục, hàng ngày rủ nhau đến phục dịch kiếm củi, thổi cơm. Bà mẹ thấy vậy mừng lắm, mổ lợn nhà cho bọn chúng ăn. Phụ lão các sách bảo nhau: "Đứa bé này khí lượng như thế ắt làm nên sự nghiệp, Chúng ta nếu không theo về, ngày sau hối thì đã muộn". Bèn dẫn con em đến theo, rồi lập làm trưởng ở sách Đào Áo. Người chú của vua giữ sách Bông chống đánh với vua. Bấy giờ, vua còn ít tuổi, thế quân chưa mạnh, phải thua chạy. Khi qua cầu ở Đàm Gia Nương Loan, cầu gãy, vua rơi xuống bùn, người chú toan đâm, bỗng thấy hai con rồng vàng hộ vệ vua, nên sợ mà lui. Vua thu nhặt quân còn sót, quay lại đánh, người chú phải hàng. Từ đấy ai cũng sợ phục, phàm đi đánh đến đâu đều dễ như chẻ tre, gọi là Vạn Thắng Vương."

## Thống nhất đất nước

### Không phục Hậu Ngô Vương
Năm 951, con trai Ngô Quyền là Ngô Xương Văn truất bỏ Dương Tam Kha, tự lập làm vương, xưng là Nam Sách vương, rước anh là Ngô Xương Ngập trở về lập làm Thiên Sách vương. Đinh Bộ Lĩnh lúc ấy cậy có khe núi Hoa Lư hiểm trở, không chịu làm tôi. Hai vương muốn cất quân đi đánh, Bộ Lĩnh sợ, sai con là Liễn vào triều làm con tin để ngăn chặn việc xuất quân. Đinh Liễn đến, hai vương trách tội Bộ Lĩnh không đến chầu, rồi bắt giữ Liễn đem theo đi đánh.
Hai bên đánh nhau hơn một tháng không phân thắng bại, hai vương bèn treo Liễn lên ngọn sào, sai người bảo Bộ Lĩnh, nếu không chịu hàng thì giết Đinh Liễn. Đinh Bộ Lĩnh tức giận nói Đại trượng phu chỉ mong lập được công danh, há lại bắt chước thói đàn bà xót con hay sao. Liền sai hơn mười tay nỏ nhắm Đinh  Liễn mà bắn. Hai vương kinh sợ: Ta treo con nó lên là muốn để nó đoái tiếc con mà ra hàng cho chóng. Nó tàn nhẫn như thế, còn treo con nó làm gì. Bèn không giết Liễn mà đem quân về.
Theo sách Đại Việt sử ký toàn thư: Đinh Bộ Lĩnh nghe tiếng Trần Minh Công là người có đức mà không có con nối, bèn cùng với con là Đinh Liễn đến nương tựa. Minh Công thấy Đinh Bộ Lĩnh dáng mạo khôi ngô lạ thường, lại có khí lượng, mới nuôi làm con, ơn yêu đãi ngày càng hậu, nhân đó giao cho coi quân, sai đi đánh các hùng trưởng khác, đều thắng được cả.
Theo sách Việt Nam sử lược: Do không hòa với chú nên Đinh cho nên Bộ Lĩnh cùng với con là Liễn sang ở với Sứ-quân Trần Minh-công ở Bố-hải khẩu (Phủ Kiến-xương, Thái-bình), chống hai vua Hậu Ngô Vương và các sứ quân khác.
Sau khi Trần Minh Công mất, Đinh Bộ Lĩnh thay quyền, đưa quân về Hoa Lư, chiêu mộ binh lính. Dưới trướng ông những hào kiệt của Giao Châu đều có mặt (Giao Châu thất hùng gồm: Đinh Bộ Lĩnh, Đinh Liễn, Lê Hoàn, Đinh Điền, Nguyễn Bặc, Phạm Hạp, Phạm Cự Lạng).

### Loạn 12 sứ quân
Năm 944 Ngô Quyền mất. Anh vợ của Ngô Quyền là Dương Tam Kha tự lập làm vua là Dương Bình Vương. Năm 950, Ngô Xương Văn, con thứ hai của Ngô Quyền, lật đổ Dương Tam Kha giành lại ngôi vua, xưng là Nam Tấn vương. Ngô Xương Văn đón anh trai là Ngô Xương Ngập về cùng làm vua, xưng là Thiên Sách Vương. Đến năm 954, Thiên Sách vương Ngô Xương Ngập bị bệnh mất.
Năm 965, Ngô Xương Văn đi đánh thôn Đường và Nguyễn ở Thái Bình bị phục binh bắn chết. Sách An Nam chí lược chép:Văn chết, tham-mưu của Văn là Ngô Xử Bình, Thứ Sử Phong Châu Kiều Tri Tả, Thứ Sử Ninh Châu Dương Huy và nha tướng Đổ Cảnh Thạc, dùng binh tranh lập, rồi đều bị Đinh Bộ Lĩnh dẹp yên.
Năm 966, sau cái chết của Nam Tấn vương các hùng trưởng đua nhau nổi dậy chiếm cứ quận ấp để tự giữ, hình thành 12 sứ quân:

Sơ đồ chiếm đóng 12 sứ quân

1. Ngô Xương Xí, tức Ngô Sứ Quân giữ Bình Kiều (nay ở xã Hợp Tiến, Thanh Hóa còn dấu tích).
2. Ngô Nhật Khánh tự xưng là Ngô Lãm Công, giữ Đường Lâm (nay ở phường Sơn Tây, Tp Hà Nội).
3. Đỗ Cảnh Thạc tự xưng là Đỗ Cảnh Công, giữ Đỗ Động Giang (nay 2 xã Kiều Phú và Bình Minh, Tp Hà Nội còn dấu tích).
4. Phạm Bạch Hổ tự xưng là Phạm Phòng Át, giữ Đằng Châu (nay ở phường Sơn Nam, tỉnh Hưng Yên).
5. Kiều Công Hãn tự xưng Kiều Tam Chế, giữ Phong Châu (nay ở 2 phường Thanh Miếu và Việt Trì, tỉnh Phú Thọ).
6. Kiều Thuận tự xưng là Kiều Lệnh Công, giữ Hồi Hồ (nay ở xã Hùng Việt, tỉnh Phú Thọ).
7. Nguyễn Khoan tự xưng Nguyễn Thái Bình, giữ Tam Đái (nay ở xã Yên Lạc, Phú Thọ).
8. Nguyễn Siêu tự xưng là Nguyễn Hữu Công, giữ Tây Phù Liệt (nay ở xã Nam Phù, Tp Hà Nội còn dấu tích).
9. Nguyễn Thủ Tiệp tự xưng là Nguyễn Lệnh Công, giữ Tiên Du (nay ở phường Hạp Lĩnh và xã Phật Tích, tỉnh Bắc Ninh còn dấu tích).
10. Lý Khuê tự xưng là Lý Lãng Công, giữ Siêu Loại (nay ở phường Thuận Thành, Bắc Ninh).
11. Trần Lãm tự xưng là Trần Minh Công, giữ Bố Hải Khẩu (nay ở phường Trần Lãm, Hưng Yên còn dấu tích).
12. Lã Đường tự xưng là Lã Tá Công, giữ Tế Giang (nay ở xã Phụng Công, Hưng Yên còn dấu tích).

### Dẹp các sứ quân
Mở đầu sự nghiệp dẹp loạn, Đinh Bộ Lĩnh đã đánh bại lực lượng do Lữ Xử Bình và Kiều Công Hãn ở triều đình Cổ Loa, là những quyền thần nhà Ngô trực tiếp tranh giành ngôi vua.
Sứ quân Đỗ Cảnh Thạc là một sứ quân mạnh, có thành cao hào sâu. Theo thần phả Độc nhĩ đại vương ở Thanh Oai, Đỗ Cảnh Thạc là người trí dũng mưu lược, Đinh Bộ Lĩnh phải bàn mưu tính kế mà đánh. Ban đêm, Đinh Bộ Lĩnh cho quân bao vây 4 mặt thành và tiến đánh bất ngờ vào Trại Quyền. Bấy giờ Đỗ Cảnh Thạc đang ở đồn Bảo Đà, quân tướng không ứng cứu được nhau, bị mất cả thành luỹ, đồn trại, lương thực bèn bỏ thành chạy. Hai bên giao tranh hơn một năm sau, Đinh Bộ Lĩnh hạ được thành. Đỗ Cảnh Thạc bị trúng tên chết.
Sứ quân Nguyễn Siêu chiếm Tây Phù Liệt. Được tin Đinh Bộ Lĩnh sắp đánh. Nguyễn Siêu đem 1 vạn quân đóng ở Thanh Đàm dùng Nguyễn Trí Khả làm tiên phong, Trần Côn làm tá dực, Nguyễn Hiền làm tổng quản các đạo quân, ngày đêm luyện tập, đào hào đắp luỹ để phòng bị. Trong trận giao tranh đầu tiên Đinh Bộ Lĩnh bị mất 4 tướng là Nguyễn Bồ, Nguyễn Phục, Đinh Thiết và Cao Sơn. Lần thứ 2 Đinh Bộ Lĩnh bày binh bố trận giao chiến. Nguyễn Siêu chia một nửa quân ở lại giữ thành, một nửa cùng sứ tướng vượt sông tìm viện binh của các sứ tướng khác. Gần tới bờ bắc, gặp gió lớn, thuyền bị đắm. Đinh Bộ Lĩnh biết tin, bèn sai võ sĩ nửa đêm phóng lửa đốt doanh trại. Quân Nguyễn Siêu tan. Nguyễn Siêu tử trận.
Sứ quân Kiều Công Hãn đóng tại Phong Châu, chiếm 3 châu Thái Châu, Hào Châu và Phong Châu xưng là Kiều Tam Chế. Trước thế mạnh của sứ quân Đinh Bộ Lĩnh, Kiều Công Hãn thua chạy đem quân xuống phía nam với ý định hợp sức với Ngô Xương Xí. Khi đến thôn Vạn Diệp (Xã Nam Phong, Nam Trực, Nam Định) bị một hào trưởng địa phương là Nguyễn Tấn đem quân chặn đánh, Kiều Công Hãn bị thương chạy đến Lũng Kiều thì mất.
Nguyễn Thủ Tiệp sau khi chiếm toàn bộ châu Vũ Ninh tự xưng là Vũ Ninh Vương. Khi giao tranh thì Nguyễn Thủ Tiệp ở Tiên Du cũng không chống nổi Đinh Bộ Lĩnh, bỏ chạy về Cần Hải (Cửa Cồn, Nghệ An) đánh nhau vài trận rồi chết ở trang Hương Ái.
Nguyễn Khoan khi lớn mạnh xưng là Quảng Trí Quân, tức vị Vua vĩ đại. Cuối năm 967, Đinh Bộ Lĩnh dẫn quân lên vùng Tam Đái, Nguyễn Khoan chống không nổi, tử trận. Hai tướng và hai bà vợ của sứ quân này tự vẫn ở Ao Nâu, cạnh gò Đồng Đậu.
Sau khi Đinh Bộ Lĩnh tấn công thành Hồi Hồ, tướng quân Kiều Thuận chống không nổi đành vượt sông Hồng chạy sang thành Mè kết hợp với Ma Xuân Trường chống lại Đinh Bộ Lĩnh. Đinh Bộ Lĩnh đánh chiếm thành Mè, Kiều Thuận tử trận. Ma Xuân Trường chạy lên Yên Bái trốn thoát. Ngày nay, thị xã Phú Thọ còn dấu tích thành Mè. Làng Trù Mật xã Văn Lung thị xã Phú Thọ có đền thờ Ma Xuân Trường và Kiều Thuận.
Lý Khuê chiếm giữ vùng đất Luy Lâu bờ nam sông Đuống, đặt căn cứ ở Siêu Loại (Thuận Thành). Theo thần tích ở xã Bình Sơn (Thuận Thành, Bắc Ninh) thì sứ quân Lý Khuê đánh nhau với Đinh Bộ Lĩnh bị thua và mất ở làng Dương Xá (nay thuộc Gia Lâm, Hà Nội).
Đầu năm 968, sau khi chiếm lại vùng Bắc Ninh, vốn do các sứ quân Nguyễn Thủ Tiệp và Lý Khuê cát cứ, Vạn Thắng Vương Đinh Bộ Lĩnh chuyển quân về Siêu Loại, cho Đinh Liễn và Nguyễn Bặc đem ba ngàn quân tiến đánh quân Lã Đường. Lã Đường chủ trương tản quân, đóng giữ chỗ hiểm yếu rậm rạp vùng bùn lầy. Hễ quân Hoa Lư đi đông thì tránh mà đi lẻ là chặn đánh, diệt một vài lính, rồi lại bỏ chạy. Nguyễn Bặc bày kế cho quân Hoa Lư tập trung, tập kích quân lương tiếp vận của quân Lã Đường. Trong vòng 7 ngày, vòng đai phòng thủ bên ngoài của quân Lã Đường bị tiêu diệt hoàn toàn, Đinh Liễn, Nguyễn Bặc đánh sâu vào trung tâm, bắt được Lã Đường, chém chết, thu phục hoàn toàn đất Tế Giang.

### Chiêu hàng
Để thực hiện nhiệm vụ dẹp loạn và thống nhất đất nước, Đinh Bộ Lĩnh đã khôn khéo vận dụng kế sách chính trị kết hợp với quân sự. Khi lực lượng còn non yếu, ông đã liên kết với sứ quân Trần Lãm ở Bố Hải Khẩu (Thái Bình) rồi thu phục được Phạm Bạch Hổ ở Đằng Châu (Hưng Yên) về làm Thân vệ tướng quân. Cuối cùng khi lực lượng đủ mạnh ông không tiêu diệt mà hàng phục Ngô Nhật Khánh ở Đường Lâm (Hà Nội), Ngô Xương Xí ở Bình Kiều (Thanh Hóa) vốn là những hậu duệ nhà Ngô để lấy lòng thiên hạ.
Chỉ trong vài năm, Đinh Bộ Lĩnh lần lượt đánh thắng 11 sứ quân khác, được xưng tụng là Vạn Thắng Vương. Chiến tranh kết thúc năm 968. Đinh Bộ Lĩnh lên ngôi hoàng đế. Thắng lợi của Đinh Bộ Lĩnh là thắng lợi của xu hướng thống nhất quốc gia, của tinh thần dân tộc và ý chí độc lập trong nhân dân. Việc vua Đinh Tiên Hoàng khéo kết hợp dùng võ công và biện pháp chiêu hàng các sứ quân để sớm chấm dứt loạn 12 sứ quân là rất kịp thời, vì không lâu sau đó nhà Tống duỗi tới Quảng Châu, diệt nước Nam Hán (971), áp sát biên giới Đại Cồ Việt. Nếu không có sự xuất hiện của Đinh Bộ Lĩnh để thống nhất quốc gia bị chia sẻ tan nát, Việt Nam khó thoát khỏi họa xâm lăng từ phương bắc tái diễn khi nhà Tống hoàn thành việc thống nhất Trung Hoa.

## Cai trị

### Mở nước Đại Cồ Việt

Đồng tiền Thái Bình hưng bảo, tiền đầu tiên ở Việt Nam

Năm Mậu Thìn 968, Đinh Bộ Lĩnh lên ngôi Hoàng đế, tự xưng là Đại Thắng Minh Hoàng đế, đặt quốc hiệu là Đại Cồ Việt, dời Kinh ấp về động Hoa Lư, bắt đầu dựng đô mới, đắp thành đào hào, xây cung điện, đặt triều nghi.
Tên Đại Cồ Việt 大瞿越.  Đại là từ Hán-Việt và có nghĩa "vĩ đại"; Cồ là một chữ Việt có nghĩa "to lớn, vĩ đại"; được ký âm bằng một chữ Hán có âm tương ứng.
Đinh Tiên Hoàng cho xây cung điện, chế triều nghi, định phẩm hàm quan văn, quan võ. Vua phong cho Nguyễn Bặc là Định Quốc công, Đinh Điền là Ngoại giáp, Lê Hoàn làm Thập đạo tướng quân, Lưu Cơ làm Đô hộ phủ sĩ sư, Tăng thống Ngô Chân Lưu được ban hiệu là Khuông Việt đại sư, Trương Ma Ni làm Tăng lục, Đạo sĩ Đặng Huyền Quang được làm Sùng chân uy nghi và phong cho con là Đinh Liễn là Nam Việt vương. Vua lập 5 hoàng hậu là Đan Gia, Trinh Minh, Kiều Quốc, Cồ Quốc và Ca Ông.
Từ năm Canh Ngọ 970, bắt đầu đặt hiệu năm là Thái Bình. Đinh Tiên Hoàng truyền cho đúc tiền đồng, là tiền tệ xưa nhất ở Việt Nam, gọi là tiền đồng Thái Bình. Nhà Đinh là triều đại đầu tiên đặt nền móng cho nền tài chính - tiền tệ của Nhà nước phong kiến Việt Nam. Đồng tiền Thái Bình được đúc bằng đồng, hình tròn, lỗ vuông, có thể xâu thành chuỗi. Mặt phải có đúc bốn chữ "Thái Bình Hưng Bảo", mặt sau có chữ "Đinh". Hầu hết gần 70 triều vua sau đó, triều nào cũng cho đúc tiền của mình bằng đồng.
Về chính trị trong nước có phần quá thiên về sử dụng hình phạt nghiêm khắc. Vua muốn dùng uy chế ngự thiên hạ, bèn đặt vạc lớn ở sân triều, nuôi hổ dữ trong cũi, hạ lệnh rằng: "Kẻ nào trái phép phải chịu tội bỏ vạc dầu, cho hổ ăn". Mọi người đều sợ phục, không ai dám phạm.
Về quân sự, Đinh Tiên Hoàng phân ra đạo, quân, lữ, tốt, ngũ. Mỗi một đạo có 10 quân, 1 quân 10 lữ, 1 lữ 10 tốt, 1 tốt 10 ngũ, 1 ngũ 10 người. Như vậy quân đội nhà Đinh khi đó có 10 đạo, là khoảng 1 triệu người trong khi dân số đất nước khoảng 3 triệu. Vua thực hiện "ngụ binh ư nông", đó là hình thức vũ trang toàn dân, dựa vào nghề nông mà phát triển quân đội.

### Đóng đô Hoa Lư
Kinh đô nhà Đinh đóng tại Hoa Lư (Ninh Bình), thuộc về Trường Châu thời Bắc thuộc lần 3. Dựa vào các khối đá vôi cao dựng đứng ôm lấy vùng đất cao không bị ngập do thủy triều và nước lũ, lại có sông Hoàng Long ở phía bắc, sông Sào Khê chảy xuyên qua kinh thành thuận lợi giao thông. Đinh Tiên Hoàng đã cho đắp những đoạn tường thành nhân tạo nối liền các dãy núi thiên nhiên để tạo thành một đô thành vững chắc bảo vệ cung vua bên trong.
Việc Đinh Tiên Hoàng chọn Hoa Lư mà không chọn Cổ Loa của nhà Ngô hay Đại La thời Bắc thuộc được nhà nghiên cứu Lê Văn Siêu xem là quyết định khôn ngoan. Với hoàn cảnh đương thời, sau nhiều năm loạn lạc, Hoa Lư là địa điểm chiến lược, nằm ở trung tâm đất nước thời đó, khống chế được cả khu vực sơn cước từ Thanh Hóa đổ ra, sông Đà đổ xuống, thêm địa thế vừa hùng vừa hiểm có thể cầm cự với Trung Hoa, nếu có cuộc xâm lăng của phía này tới. Với việc chọn Hoa Lư quê hương làm kinh đô, Đinh Tiên Hoàng có thêm sức mạnh của yếu tố nhân hòa, bởi do thời loạn 12 sứ quân trước đó mà nhân dân các vùng khác có thể còn hoài cổ về sứ quân chiếm đóng.
Nhà địa chất, đồng thời là nguyên Chủ tịch nước Cộng hòa xã hội chủ nghĩa Việt Nam Trần Đức Lương cũng cho rằng: tính hiểm yếu của Hoa Lư không chỉ nhờ phần thành lũy, nền điện mà chính bởi hệ thống các thung lũng núi sâu hơn bên trong có thể liên thông với nhau bởi các khe ngách mà ngày nay do nước biển dâng cao đã biến thành những lạch nước ngầm.
Khi quyết định dời Đại La về Hoa Lư, Đinh Tiên Hoàng không chỉ muốn dựa vào địa thế hiểm yếu của vùng núi Tràng An, tìm sự hậu thuẫn của quê hương, họ tộc mà còn vì muốn thoát khỏi những liên kết, ràng buộc của thể chế Trung Hoa vẫn còn nhiều ảnh hưởng ở trung tâm châu thổ lớn để chuyên tâm chuẩn bị những bước đi mới căn bản cho sự chấn hưng dân tộc, việc trở về xây dựng kinh đô ở Hoa Lư của vua Đinh không phải là sự quay trở lại với Chủ nghĩa địa phương mà chính là nhằm hướng tới một tầm nhìn rộng lớn hơn của Chủ nghĩa dân tộc mạnh mẽ.
Từ năm 968, Hoa Lư trở thành kinh đô đầu tiên của nhà nước phong kiến Trung ương tập quyền ở Việt Nam, tồn tại 42 năm (968 - 1010), gắn với sự nghiệp của ba triều đại liên tiếp là nhà Đinh, nhà Tiền Lê và nhà Lý với các dấu ấn lịch sử: thống nhất giang sơn, đánh Tống - dẹp Chiêm và phát tích quá trình định đô Hà Nội. Sau này các triều đại nhà Trần, nhà Tây Sơn đều xây dựng phòng tuyến ở vùng đất này để làm nên những chiến công vang dội. Hiện nay, Khu di tích cố đô Hoa Lư nằm trong quần thể di sản thế giới Tràng An, trở thành một điểm du lịch văn hóa lịch sử nổi tiếng ở Ninh Bình.

### Xưng Hoàng Đế
Năm 968, Đinh Bộ Lĩnh lên ngôi Hoàng đế, Đại Việt sử ký toàn thư chép sự kiện: "Bầy tôi dâng tôn hiệu là Đại Thắng Minh Hoàng Đế" và "Vua mở nước, lập đô, đổi xưng Hoàng đế".
Ở Trung Quốc việc xưng Vương có từ thời thượng cổ đến thế kỷ III trước Công nguyên. Đến thời Tần Thủy Hoàng mới tự xưng là Tần Thủy Hoàng đế. Chữ Hoàng có nghĩa là người thống trị bậc cao nhất, Chữ Đế trước đó chỉ dùng để gọi Trời mà không dùng để gọi Vua. Tần Thủy Hoàng muốn khẳng định mình có uy quyền thống trị toàn bộ thế gian vì đã thôn tính được 6 nước khác thống nhất Trung Hoa qua việc đổi xưng Hoàng đế.
Ở Việt Nam, từ thời Hồng Bàng có Kinh Dương Vương và Hùng Vương. Người xưng Đế đầu tiên là Lý Nam Đế (nếu công nhận tính chính thống của nhà Triệu thì người xưng Đế đầu tiên ở Việt Nam là Triệu Vũ Đế), tiếp theo là Mai Hoắc Đế. Việc xưng Đế của các vị vua này khẳng định nước Nam cũng có Nam Đế giống với Bắc Đế ở Trung Quốc. Nhưng riêng Lý Nam Đế và Mai Hoắc Đế mới xưng Đế mà chưa xưng Hoàng Đế và chỉ tồn tại một thời gian ngắn, sau đó đất nước chưa thoát khỏi thời Bắc thuộc. Đinh Tiên Hoàng là người xưng hoàng đế đầu tiên ở Việt Nam.
Nhận xét về Đinh Tiên Hoàng đế, sử gia Lê Văn Hưu cho rằng có lẽ ý Trời vì nước Việt ta mà sinh bậc thánh triết, Lê Tung cho rằng vua chính thống của nước Việt ta, thực bắt đầu từ đấy.

### Ngoại giao
Để tránh cuộc đụng độ, năm Nhâm Thân 972, Đinh Tiên Hoàng sai con là Đinh Liễn sang cống nhà Tống Trung Quốc.
Năm 975, vua nhà Tống sai sứ sang phong cho Tiên Hoàng làm Giao Chỉ quận vương và phong cho Nam Việt vương Đinh Liễn làm Tĩnh Hải quân Tiết độ sứ An Nam đô hộ. Sách Thù vực chu tư lục nhận định sự kiện này là thời điểm Trung Quốc chính thức từ bỏ ý định thâu tóm nước ta vào lãnh thổ Trung Nguyên: "Năm Khai Bảo thứ 8 (975), triều đình ban chiếu phong Đinh Bộ Lĩnh làm Giao Chỉ quận vương, Đinh Liễn làm Tiết độ sứ. Từ đó đất An Nam được xem là phiên di (蕃夷)."
Từ đó Đại Cồ Việt giữ lệ sang triều cống phương Bắc. Như vậy bên ngoài vua Đinh bên ngoài thì xưng phiên thuộc nhưng trong nước thì vẫn xưng danh Đế.
Từ năm Thái Bình thứ 7 (976), thuyền buôn của các nước ngoài đến dâng sản vật của nước họ tại kinh đô Hoa Lư để kết mối giao thương.

## Cái chết

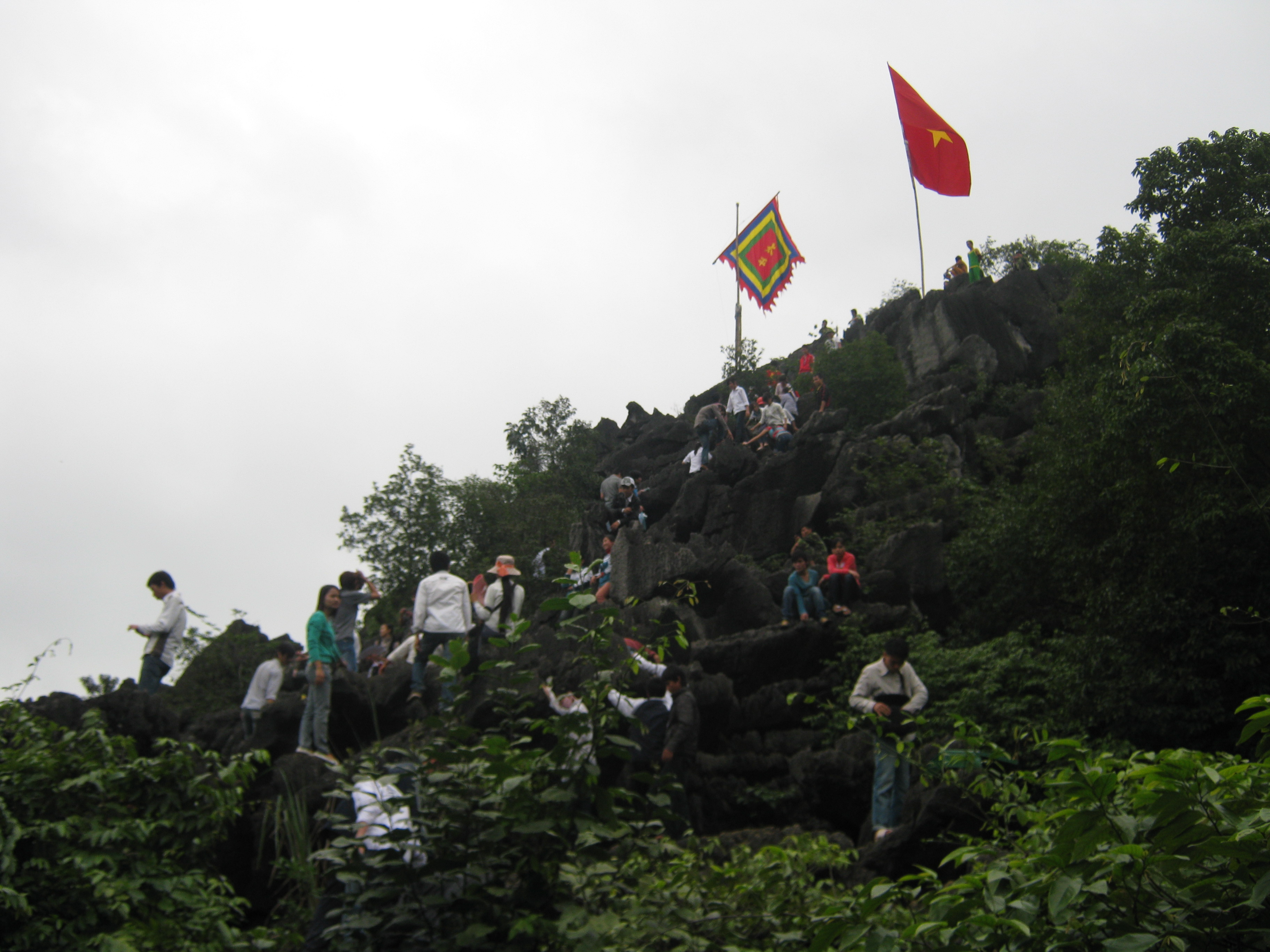
Lăng mộ vua Đinh ở cố đô Hoa Lư

Đinh Tiên Hoàng có con trưởng là Đinh Liễn, nhưng ông lại lập con út Hạng Lang làm Thái tử. Vì vậy đầu năm Kỷ Mão 979, Đinh Liễn tức giận sai người giết Hạng Lang. Theo chính sử, tháng 11 (âm lịch) năm đó, một viên quan là Đỗ Thích, mơ thấy sao rơi vào miệng, tưởng là điềm báo được làm vua nên đã giết chết cả Đinh Tiên Hoàng và Đinh Liễn. Đinh Tiên Hoàng làm vua được 12 năm, thọ 56 tuổi. Ông được táng ở sơn lăng Trường Yên, kinh đô Hoa Lư.
Gần đây, một số nhà nghiên cứu lịch sử đưa ra giả thuyết: Đỗ Thích không phải là thủ phạm giết vua. Theo nhà giáo Hoàng Đạo Thuý và một số nhà nghiên cứu hiện nay, Đỗ Thích không thể làm chuyện này. Thích chỉ là một viên hoạn quan, chức nhỏ, sức mọn, không hề có uy tín hay vây cánh. So với Thích, trong triều có các bạn của vua Đinh như Nguyễn Bặc, Đinh Điền, Lưu Cơ,... đều nắm trọng quyền, đủ cả văn lẫn võ. Vì vậy ông không thể mơ tưởng việc sẽ khuất phục được các đại thần nhà Đinh để ngồi yên trên ngai vàng.

### Nghi án cung đình
Cũng theo nhóm tác giả này, việc Lê Hoàn làm Phó vương khi Đinh Toàn lên ngôi, cấm cố họ Đinh cùng với việc các trung thần Nguyễn Bặc, Đinh Điền, Phạm Hạp khởi binh chống Lê Hoàn có thể là những biểu hiện cho thấy mưu đồ thoán đoạt của Lê Hoàn. Ngày nay, số đền thờ các trung thần này rất nhiều so với vài đền thờ Lê Hoàn và thái hậu họ Dương. Các nhà nghiên cứu có đặt giả thiết là hành động của Lê Hoàn có sự trợ giúp của Dương Vân Nga. Trong bối cảnh cung đình của nhà Đinh lúc ấy có 3 hoàng tử, trưởng là Liễn, thứ là Toàn, út là Hạng Lang. Liễn là con trưởng, có nhiều công lao; Hạng Lang lại được vua yêu nên đã lập làm thái tử dù mới lên 4 tuổi, khó có thể bộc lộ những phẩm chất cao siêu hơn Đinh Liễn. Tiên Hoàng lại có những 5 hoàng hậu; có thể đã xảy ra cuộc đua ganh giữa 5 hoàng hậu về tương lai của ngôi thái tử. Trong cuộc đua ganh này, Dương hậu đã chọn Lê Hoàn làm chỗ dựa. Sau sự kiện Đinh Liễn giết Hạng Lang, Đinh Tiên Hoàng không xử phạt Đinh Liễn mà vẫn dự định để Liễn nối nghiệp. Có thể điều này làm phật ý Dương hậu khi bà cho rằng trước đã đặt Hạng Lang trên Liễn thì nay Liễn cũng phải ở dưới Toàn; và Dương Hậu đã cùng Lê Hoàn hành động.
Theo lý giải của một số nhà nghiên cứu, một trong những nguyên nhân khiến nhà Tống phát binh xâm lược Đại Cồ Việt chính là do Đinh Liễn, người đã đi lại với nhà Tống và được chính vua Tống phong chức, bị hại. Việc phong Liễn cho thấy nhà Tống thừa nhận ngôi vị của Liễn. Với danh nghĩa trừng trị kẻ phản nghịch, nhà Tống phát binh. Việc Lê Hoàn thành công trong cuộc kháng chiến chống Tống có thể đã khiến nhân dân tha thứ cho ông. Các nhà nghiên cứu cũng đặt giả thiết Đỗ Thích chỉ là người vô tình có mặt ở hiện trường sau khi cha con vua Đinh bị hại (vì là quan nội thị) và lúc bấy giờ ông không thể thanh minh mình vô tội lúc nhiều người ập tới. Ông vội vã chạy trốn và bị bắt chém sau 3 ngày, trở thành nạn nhân trong mưu đồ của Lê Hoàn và Dương hậu.
Tác giả Lê Văn Siêu trong sách "Việt Nam văn minh sử" nêu ra giả thiết:
Trong cuộc chiến cung đình giữa các hoàng hậu, bà mẹ Hạng Lang đã chọn Nguyễn Bặc làm vây cánh. Khi Hạng Lang bị giết mà thủ phạm Đinh Liễn không bị trừng trị, bà nảy ý định trả hận và đã cùng Nguyễn Bặc dùng Đỗ Thích ra tay. Sau đó Nguyễn Bặc theo lệnh của bà bắt giết Thích để "diệt khẩu".
Tuy nhiên, giả thiết này còn có những điểm không thoả đáng. Nguyễn Bặc là bạn "chí cốt" của Tiên Hoàng từ nhỏ. Quan hệ giữa ông và Tiên Hoàng rất gần, quan điểm cho rằng ông nảy ý định phản Tiên Hoàng là hơi gượng ép. Dù ông có bụng "thờ" Hạng Lang chứ không "thờ" Liễn (chọn chủ tương lai) thì cũng chỉ giết Liễn chứ không thể giết luôn cả Tiên Hoàng. Thứ nữa, nếu Nguyễn Bặc bày đặt sai Đỗ Thích giết cha con vua Đinh thì sau khi Thích hành sự xong, ông phải lập tức "đón lõng" bắt Thích ngay và chém tức khắc, không thể để trốn tránh tới 3 ngày, vì nhỡ trốn tránh lọt vào tay người khác lại khai ra ông, như vậy ông sẽ bị lộ là chủ mưu.
Cũng tác giả Lê Văn Siêu trong sách "Việt Nam văn minh sử" nêu ra một giả thiết khác:
Đỗ Thích là "gian tế" của nhà Tống, giết cha con vua Đinh để làm rối triều đình và cho nhà Tống thừa cơ mang quân sang đánh chiếm. Vì Trung Hoa là nước lớn nên phía Đại Cồ Việt dù có biết, cũng không dám "làm to chuyện" gian tế đó, chỉ dồn sức đánh trả sau này.
Giả thiết này kém thuyết phục nhất. Cha con vua Đinh bị giết tháng 10 năm 979. Lê Hoàn lên thay ngôi nhà Đinh tháng 7 năm 980, hơn nửa năm sau (sau khi đã dẹp các trung thần nhà Đinh). Nhà Tống mãi tháng 3 năm 981 mới mang quân sang, tức là gần 1 năm rưỡi sau khi cha con vua Đinh bị hại. Nếu nhà Tống rắp tâm hại cha con vua Đinh để đánh chiếm thì phải sắp sẵn quân, chờ khi được tin "Đã giết được Giao Chỉ quận vương" là vượt biên giới ngay để người Nam bị "sét đánh không kịp bưng tai" thì mới chiếm được. Sự thực là tin vua Đinh bị hại đến khá muộn. Theo Đại Việt sử ký toàn thư, cha con vua Đinh bị hại từ tháng 10 năm 979, tới tận tháng 6 năm 980, Tri Ung châu nhà Tống là Hầu Nhân Bảo mới dâng biểu lên Tống Thái Tông tâu nên đánh Giao Chỉ và từ tháng 7 năm đó vua Tống mới bắt đầu động binh. Tới khi Lê Hoàn đã lên ngôi (tháng 7 năm 980), nghe tin nhà Tống động binh và đưa thư dụ hàng, tới tháng 10 năm đó vẫn thác xưng danh của Đinh Toàn xin nối ngôi vua cha Tiên Hoàng để gửi thư sang vua Tống nhằm hoãn binh. Nhà Tống khi đó vẫn dè dặt dùng "lễ" để chiêu dụ trước. Nếu nhà Tống chủ mưu và chưa muốn dùng binh, ít ra cũng động binh sớm để áp sát biên giới, uy hiếp rồi sai sứ sang doạ để Giao Chỉ quy phục. Sự thực là nhà Tống động binh muộn và ra quân cũng muộn, đủ thời gian cho Lê Hoàn dẹp xong nội loạn, giữ vững nhân tâm và chuẩn bị đón đánh thắng lợi.

### Lời bàn
Sách Đại Việt Sử Ký Toàn Thư bản kỉ, quyển 1, có chép:
Trước kia, khi vua [Đinh Tiên Hoàng] còn hàn vi, thường ra sông Giao Thủy [ở Ninh Bình] để đánh cá. Có lần kéo lưới, bắt được viên ngọc khuê to, nhưng lại lỡ làm va vào mũi thuyền, khiến bị mẻ mất một góc. Đêm ấy, nhà vua vào ngủ nhờ ở chùa Giao Thủy, để viên ngọc ở dưới đáy giỏ cá. Đang khi nhà vua ngủ say, thấy giỏ cá có ánh sáng lạ phát ra, nhà sư của chùa Giao Thủy bèn gọi Nhà vua dậy để hỏi cho ra duyên cớ. Nhà vua cứ tình thực mà kể, lại còn lấy viên ngọc cho nhà sư xem. Xem xong, nhà sư than rằng: "Ngày sau, anh sẽ phú quý không biết kể thế nào cho hết, nhưng tiếc là phúc đức không được bền lâu..."
Sử thần Ngô Sĩ Liên nói:
"Đế vương dấy nghiệp không ai không nhờ ở trời. Nhưng thánh nhân không cậy có mệnh trời mà làm hết phận sự của mình. Việc đã thành, lại càng lo nghĩ đề phòng. Sửa sang lễ nhạc hình án chính sự là để phòng giữ lòng người. Đặt nhiều lần cửa, đánh hiệu canh là đề phòng kẻ hung bạo. Bởi vì lòng dục không cùng, việc đời không bến, không thể không đề phòng trước... Cho nên Tiên Hoàng không được trọn đời là do chưa làm hết việc người, không phải mệnh trời không giúp. Cũng vì vua không giữ được trọn đời khiến cho cái thuyết sấm đồ đắc thắng, đời sau không thể không bị mê hoặc vì điều đó."

## Nhận định
Nhà sử học Lê Văn Hưu nhận xét:
"Tiên Hoàng nhờ có tài năng sáng suốt hơn người, dũng cảm mưu lược nhất đời, đương lúc nước Việt ta không có chủ, các hùng trưởng cát cứ, một phen cất quân mà mười hai sứ phục hết. Vua mở nước dựng đô, đổi xưng Hoàng Đế, đặt trăm quan, lập sáu quân, chế độ gần đầy đủ, có lẽ ý Trời vì nước Việt ta mà sinh bậc thánh triết..."
Nhà sử học Ngô Sĩ Liên nhận xét:
"Vận trời đất, bí rồi ắt thái, Bắc Nam đều cùng một lẽ ấy. Thời Ngũ đại bên Bắc triều Trung Quốc suy loạn rồi Tống Thái Tổ nổi lên. Ở Nam triều nước ta, 12 sứ quân phân chia quấy nhiễu, rồi Đinh Tiên Hoàng nổi lên. Không phải là ngẫu nhiên mà do vận trời vậy."
Nhà sử học Phan Huy Chú trong "Lịch triều hiến chương loại chí" nhận xét:
"Xét nước ta từ thời Hùng Vương mới bắt đầu thông hiếu với Trung Quốc nhưng danh hiệu còn nhỏ không được dự vào hàng chư hầu triều hội... đến khi Đinh Tiên Hoàng bình định các sứ quân, khôi phục mở mang bờ cõi, bấy giờ điển lễ, sách phong của Trung Quốc mới cho đứng riêng là một nước."
Nhà sử học Ngô Thì Sĩ trong "Đại Việt sử ký tiền biên" nhận xét:
"Tiên Hoàng dấy lên từ một người áo vải, một lần nổi lên dẹp được 12 sứ quân. Rồi dựng nước, dựng kinh đô, đổi niên hiệu, chính ngôi vua. Võ công vang khắp, văn hóa đều đổi mới..."
Sử gia Ngô Sỹ Liên trong Đại Việt sử ký toàn thư nhận xét:
"Vua tài năng sáng suốt hơn người, dũng cảm mưu lược nhất đời, quét sạch các hùng trưởng... song không biết dự phòng, không giữ được trọn đời, tiếc thay!"
Lê Tung trong nhận xét trong "Việt giám thông khảo tổng luận":
"Đinh Tiên Hoàng nhân khi nhà Ngô loạn lạc mất nước, dẹp được Mười hai sứ quân, trời cho người theo, nhất thông bờ cõi, dùng bọn Đinh Điền, Nguyễn Bặc, Lưu Cơ, Trinh Tú làm người phù tá, sáng chế chiều nghi, định lập quân đội, vua chính thống của nước Việt ta thực bắt đầu từ đấy. Kể về mặt dẹp giặc phá định, thì công to lắm."
Trần Hưng Đạo cũng nói với Vua Trần Anh Tông rằng:
Thời Đinh Lê, dùng được người hiền lương, đất phương Nam mới mạnh mà phương Bắc thì mệt mỏi suy yếu, trên dưới cùng lòng, lòng dân không chia, xây thành Bình Lỗ mà phá được quân Tống.
Tại đền thờ Vua Đinh Tiên Hoàng ở Ninh Bình có một văn bia với bài thơ được trích như sau:
| “               | Chính thống nước ta Xưa Đinh Tiên Hoàng Rồng vàng báo ứng Điềm mở đế vương Hoa Lư dấy nghĩa Bình dẹp sứ quân Hoà bình vừa lập Việc khác chưa thành Triều nghi mới chế Khiển lệnh cờ hồng Quân ngũ liền lệnh Lừng lẫy võ công Bày ra mưu rộng Lưu lại phép vương Giúp cho hậu thế Thông thái vô lường Ơn thấm lòng dân Đời xa chẳng quên.... | ” |
| — Trích văn bia | |   |

Đinh Tiên Hoàng là người có công đánh dẹp loạn 12 sứ quân, thống nhất giang sơn và trở thành hoàng đế đầu tiên của Việt Nam sau 1000 năm Bắc thuộc. Đại Cồ Việt là nhà nước mở đầu cho thời đại độc lập, tự chủ, xây dựng chế độ quân chủ tập quyền ở Việt Nam. Đinh Bộ Lĩnh mở nước Đại Cồ Việt, lập đô kinh đô Hoa Lư, lấy niên hiệu Thái Bình với tư cách người đứng đầu một vương triều bề thế: Thời kỳ phục quốc của Việt Nam, từ họ Khúc chỉ xưng làm Tiết độ sứ, tới Ngô Quyền xưng vương và tới vua Đinh xưng làm hoàng đế. Sau một số vị vua xưng Đế (chưa xưng Hoàng Đế) từ trước và giữa thời Bắc thuộc rồi bị thất bại trước hoạ ngoại xâm, đến thời nhà Đinh, người cầm quyền Việt Nam mới thực sự vươn tới đỉnh cao ngôi vị và danh hiệu, khẳng định vị thế vững chắc của quốc gia độc lập, thống nhất qua các triều đại Đinh – Lê – Lý – Trần và buộc các điển lễ, sách phong của cường quyền phương Bắc phải công nhận là một nước độc lập. Từ Đinh Bộ Lĩnh trở về sau, các Vua không xưng Vương hay Tiết độ sứ nữa mà đều xưng Hoàng đế như một dòng chính thống. Đinh Tiên Hoàng là vị hoàng đế đặt nền móng sáng lập nhà nước phong kiến trung ương tập quyền đầu tiên ở Việt Nam, vì thế mà ông còn được gọi là người mở nền chính thống cho các triều đại phong kiến trong lịch sử.

## Tôn vinh - Di sản

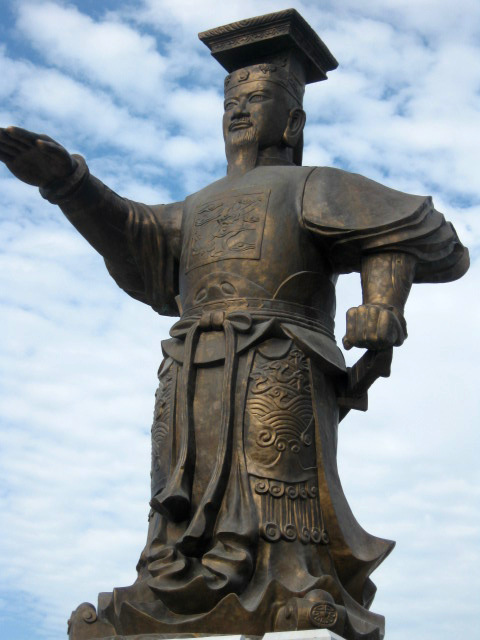
Tượng đài Đinh Tiên Hoàng Đế

Nhiều nơi ở Việt Nam có đường, trường học mang tên Đinh Tiên Hoàng hoặc Đinh Bộ Lĩnh. Tên tuổi của ông cũng được đặt cho nhiều công trình công cộng khác. Một số nơi người dân hoặc những vận động viên thể thao ngoại nhập tịch cũng lấy theo họ Vua. Những tác phẩm văn học nghệ thuật, điện ảnh cũng khai thác nhiều đề tài về vị anh hùng dân tộc Đinh Bộ Lĩnh,...
Hơn 500 di tích thờ vua Đinh Tiên Hoàng và các danh nhân thời Đinh ở khắp Việt Nam như Ninh Bình, Hà Nội, Lạng Sơn, Thái Nguyên, Phú Thọ, Thanh Hóa, Quảng Trị, Đà Nẵng, Đắk Lắk, Hưng Yên,... đã phản ánh sâu rộng sự nghiệp và tình cảm đặc biệt mà nhân dân dành cho vị vua này.

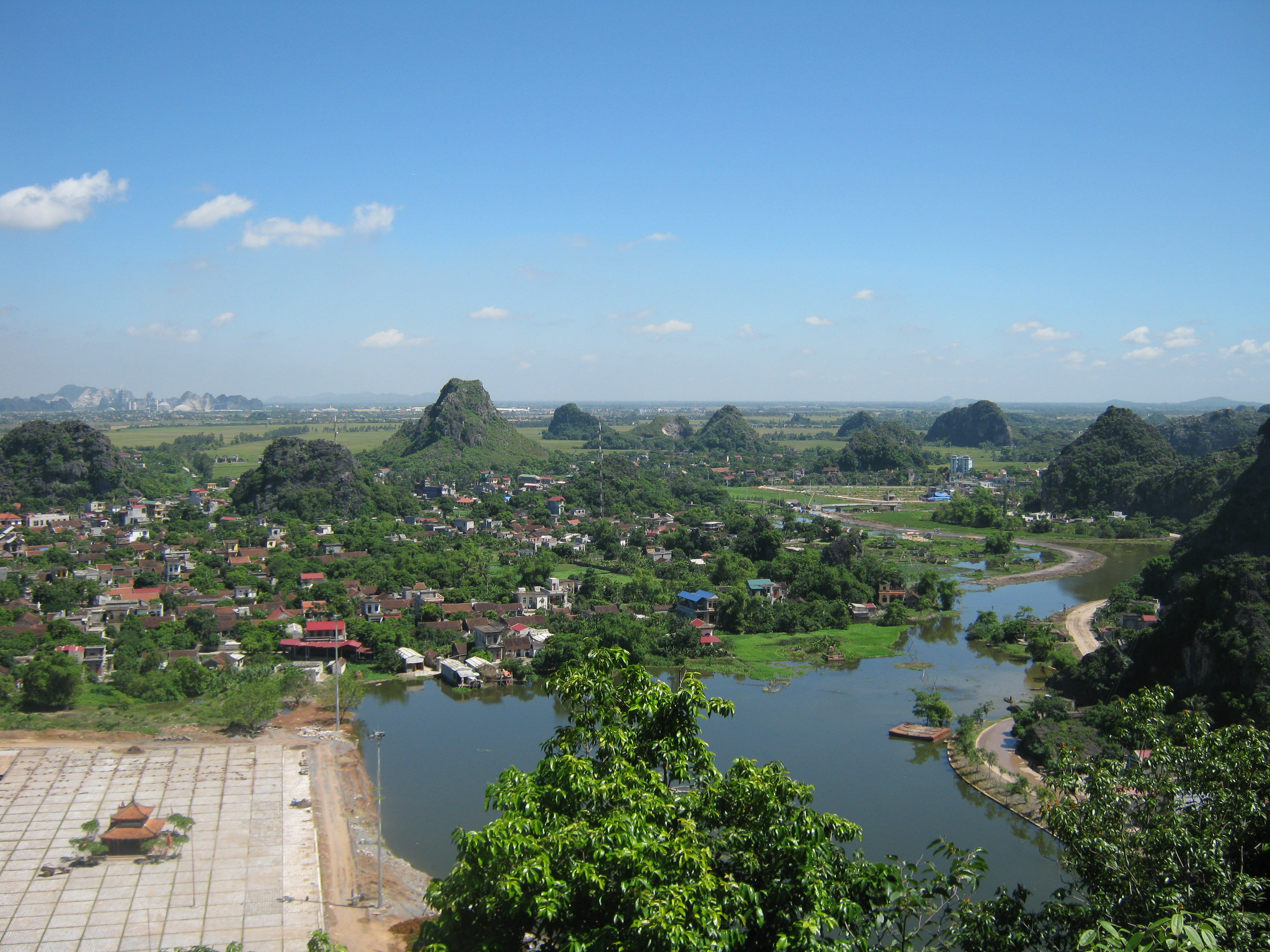
Phong cảnh cố đô Hoa Lư

Ninh Bình hiện còn ít nhất 50 di tích thờ vua Đinh Tiên Hoàng và hơn 300 di tích thờ các danh nhân thời Đinh. Các di tích tiêu biểu như: đền Vua Đinh Tiên Hoàng, đình Yên Trạch, đình Yên Thành, Phủ Đại ở khu di tích cố đô Hoa Lư; Núi Kỳ Lân và đền thờ Đinh Bộ Lĩnh ở xã Đại Hoàng; đình Viến và đền Thung Lau ở động Hoa Lư; đình Kính Chúc và đình Thượng, xã Gia Hưng; di tích Đàn Tế Trời ở đồi Thờ, xã Quỳnh Lưu; đền Lão Cầu, xã Thanh Sơn; các đình Mỹ Hạ, đình Ngọc Nhị, đình Ngọc Ba ở xã Gia Tường và các đình thôn Lược, đền Bóng, đình Ngọc Mỹ, đình Me, đình Xát, đền Đông Thịnh, đình Trung Trữ ở phường Tây Hoa Lư.
Khu vực Ý Yên - Vạn Thắng bên kia sông Đáy có Đền Vua Đinh ở thôn Dương Hồi, đình Thượng Đồng, đền Thượng Thôn, đình Cát Lũy, đình Tân Cầu ở xã Vạn Thắng, đình Viết ở xã Phong Doanh; đình Đằng Động ở xã Ý Yên; đình Bườn ở phường Đông A; đình Bách Cốc, đền làng Bịch Minh Tân; đền vua Đinh ở xã Giao Thủy,... Khu vực phía Bắc tỉnh có đền Lăng, đình Yến ở xã Liêm Hà; đình Lạc Nhuế, đền Thượng ở phường Lê Hồ và Miếu Trung làng Đặng Xá và đình Phương Khê ở phường (Kim Bảng); đền Ung Liêm (Phủ Lý); đình Tam Chúc, đình Đôn Lương, phường Đồng Văn,... 
Hà Nội có đền Đinh Tiên Hoàng Đế ở làng Vài, xã Mỹ Đức, đình Đoan Nữ và đền Vua Đinh Tiên Hoàng ở làng Đoan Nữ, xã Hồng Sơn; đền Bách Linh ở Hòa Xá hay đền thờ ở làng Cổ Điển, phường Yên Sở...
Đà Nẵng có đền thờ vua Đinh ở xã Hoà Tiến; Quảng Nam có tượng Vua Đinh trong nhà thờ Tộc Đinh Điện Bàn; Lạng Sơn có đình Pác Mòng ở Quảng Lạc, phường Lương Văn Tri hay Đình Pò Háng, thôn Bính Xá, xã Kiên Mộc cũng là nơi thờ Vua Đinh của người Tày vùng biên giới Việt - Trung; Thanh Hóa có đền Vua Đinh ở làng Quan Thành, xã Thọ Phú; Bắc Kạn có đền Phja Đeng thuộc xã Cường Lợi thờ Vua Đinh. Phú Thọ có đình Nông Trang, đình Vân Cơ là nơi thờ Đinh Bộ Lĩnh gắn với sự kiện hưởng ứng của dân địa phương khi vua về đây dẹp 2 sứ quân họ Kiều; Người Mường Hòa Bình ở Nam Phú Thọ thờ vua Đinh tại đình Sóc Bai ở xã Lạc Thủy; Đắk Lắk có đình Cao Phong ở Hòa Thắng, Buôn Ma Thuột; Quảng Bình có nơi thờ Vua Đinh ở Đồng Hới; Huế xưa có miếu Lịch Đại Đế vương thờ Vua Đinh cùng Vua khai sáng...
Quần thể di sản thế giới Tràng An với Cố đô Hoa Lư là vùng lõi đã được UNESCO công nhận năm 2014. Nhiều di sản văn hóa phi vật thể liên quan đến tín ngưỡng thờ cúng Vua Đinh Tiên Hoàng như: Tục đánh quân ở làng Yên Thư xã Tam Hồng (Phú Thọ) với các trò "Mục đồng đánh quân" và "Chợ mục đồng" suy tôn tinh thần thượng võ của Đinh Bộ Lĩnh khi qua đây đánh dẹp sứ quân Nguyễn Khoan. Tục ném đá ở xã Cát Ngạn (Nghệ An) vào dịp Tết Đoan ngọ hàng năm để tưởng Đinh Bộ Lĩnh thuở nhỏ khi người cha còn làm thứ sử Hoan Châu. Tục cúng ông ba mươi ngày cuối năm có liên quan đến tích vua Đinh xưa tiêu diệt quỷ Xương Cuồng. Nhiều lễ hội dân gian thường diễn lại tích cờ lau tập trận và các trò chơi dân gian mô tả Đinh Bộ Lĩnh thuở nhỏ. Trò Xuân Phả ở Thanh Hóa và nghệ thuật hát chèo là những di sản văn hóa khởi nguồn từ thời Vua Đinh Tiên Hoàng trị vì.

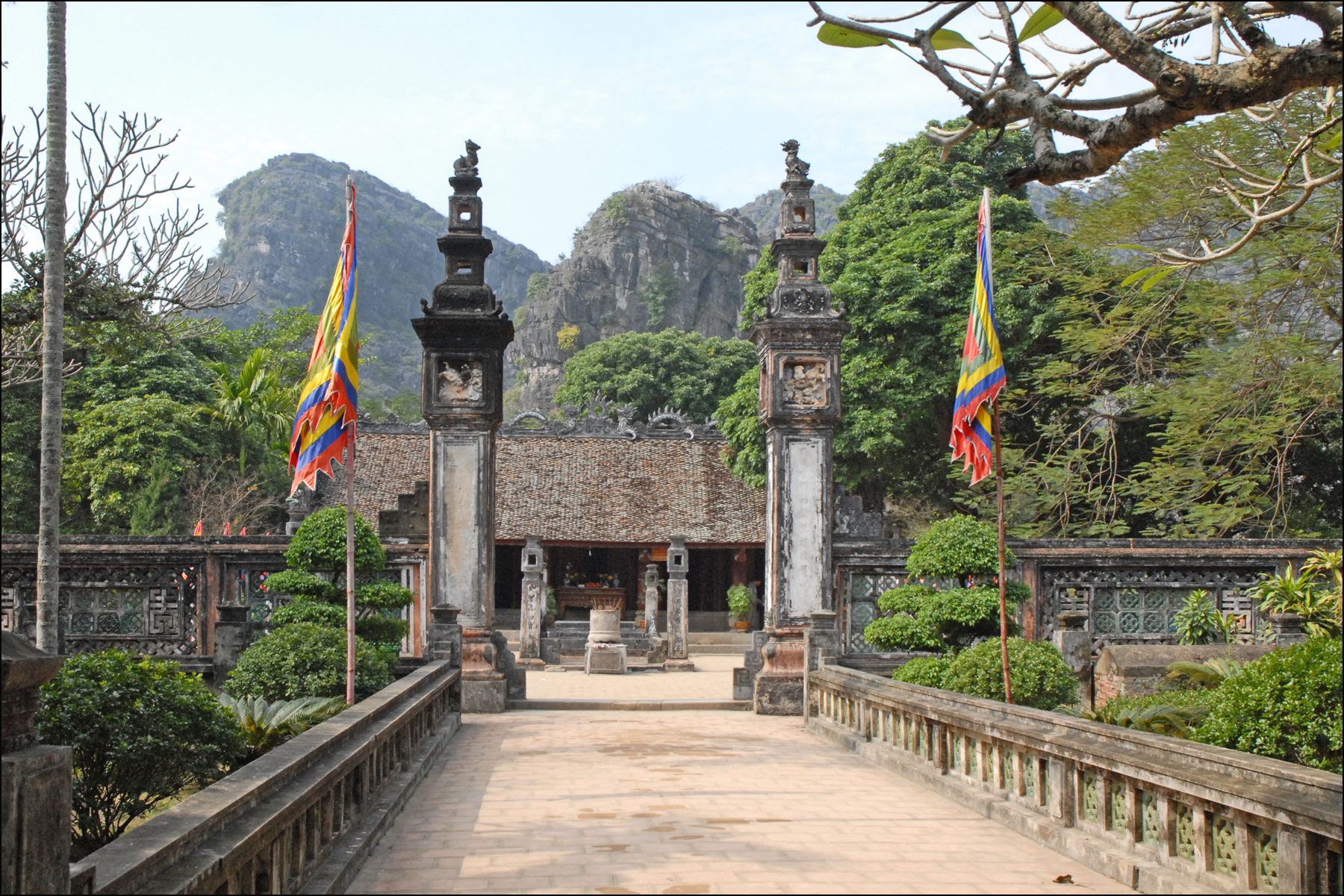
đền Vua Đinh Tiên Hoàng ở cố đô Hoa Lư
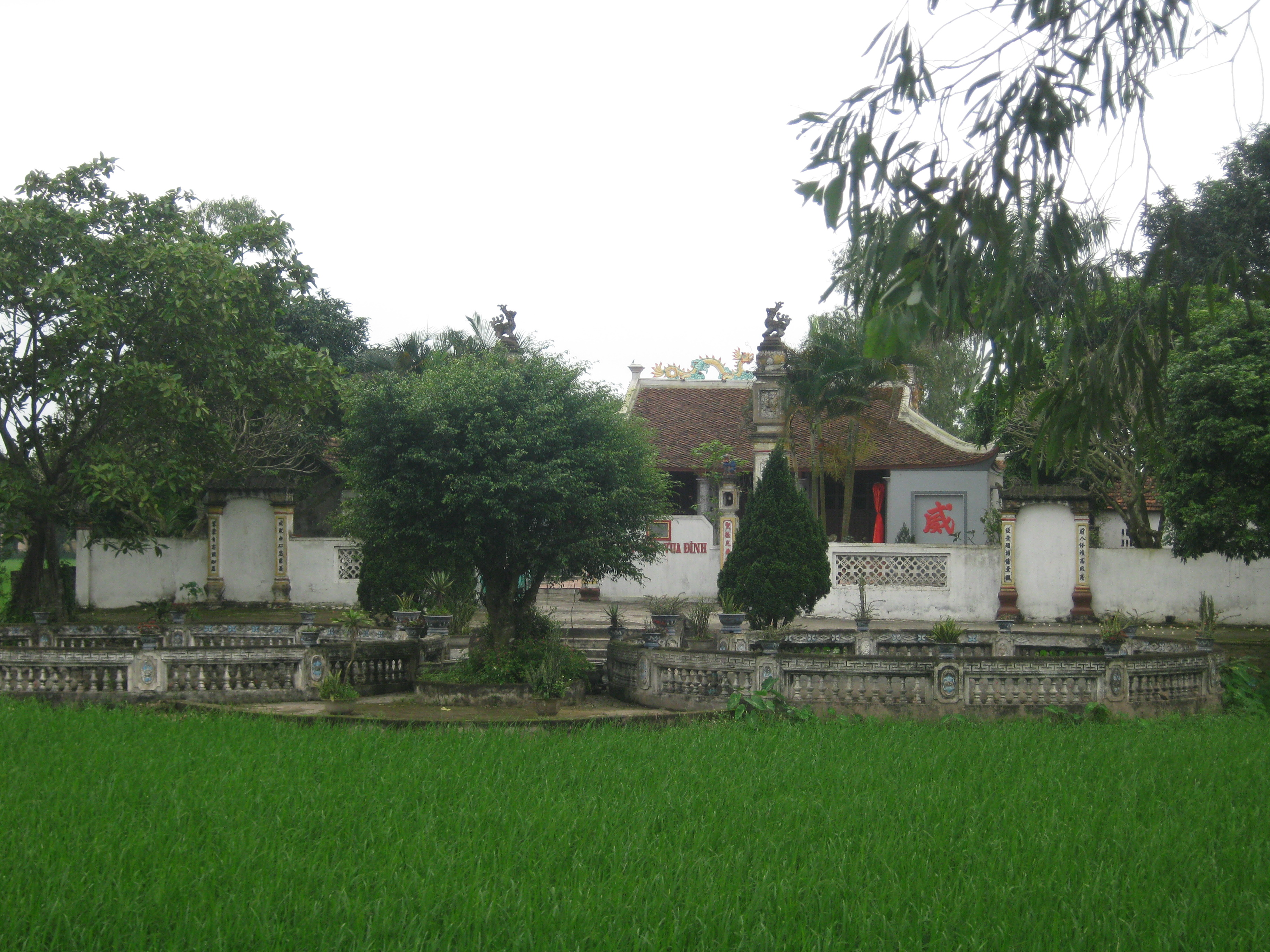
Đền Vua Đinh, xã Vạn Thắng, Ninh Bình
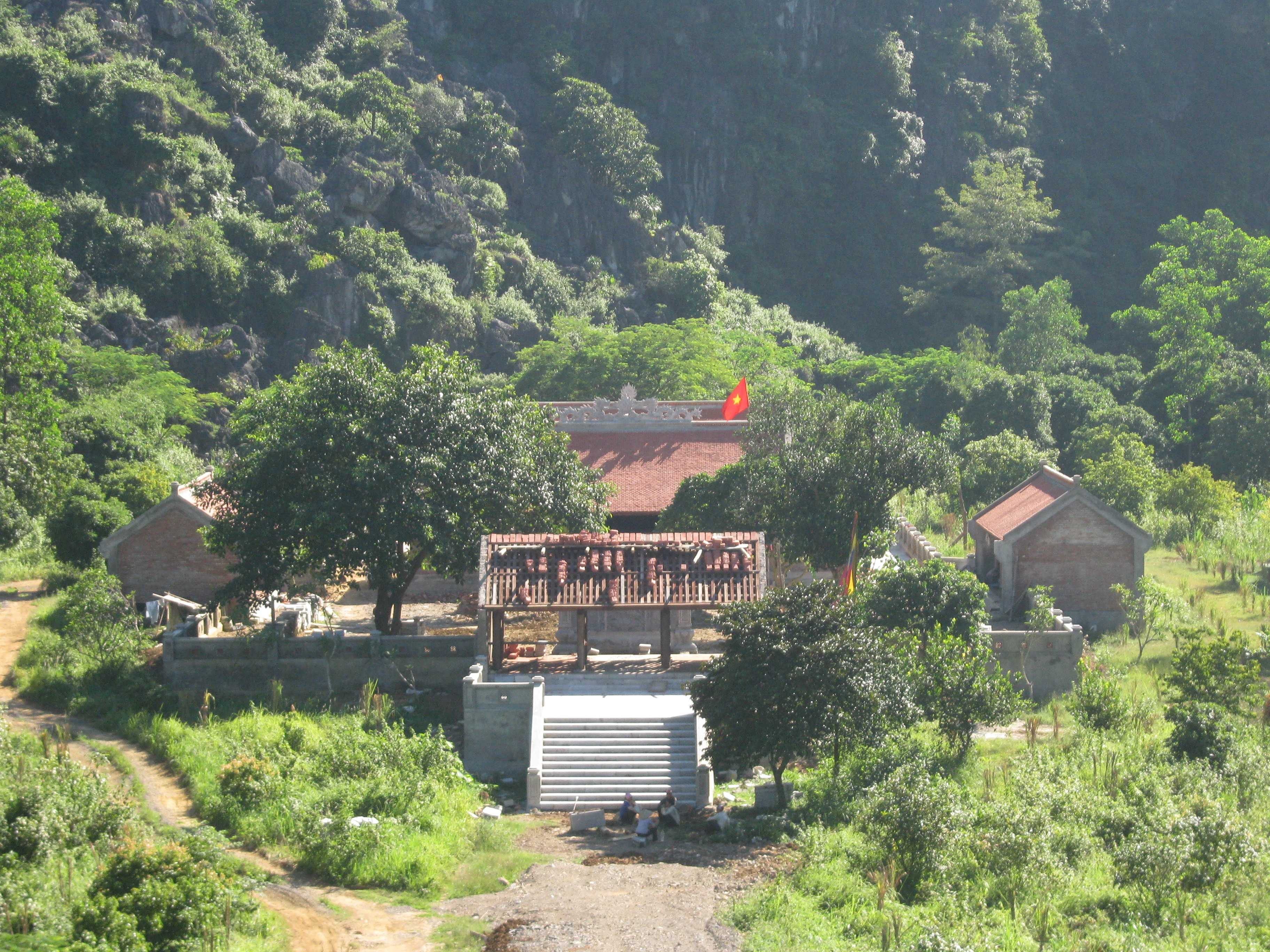
đền thờ Đinh Bộ Lĩnh ở động Hoa Lư, xã Gia Hưng
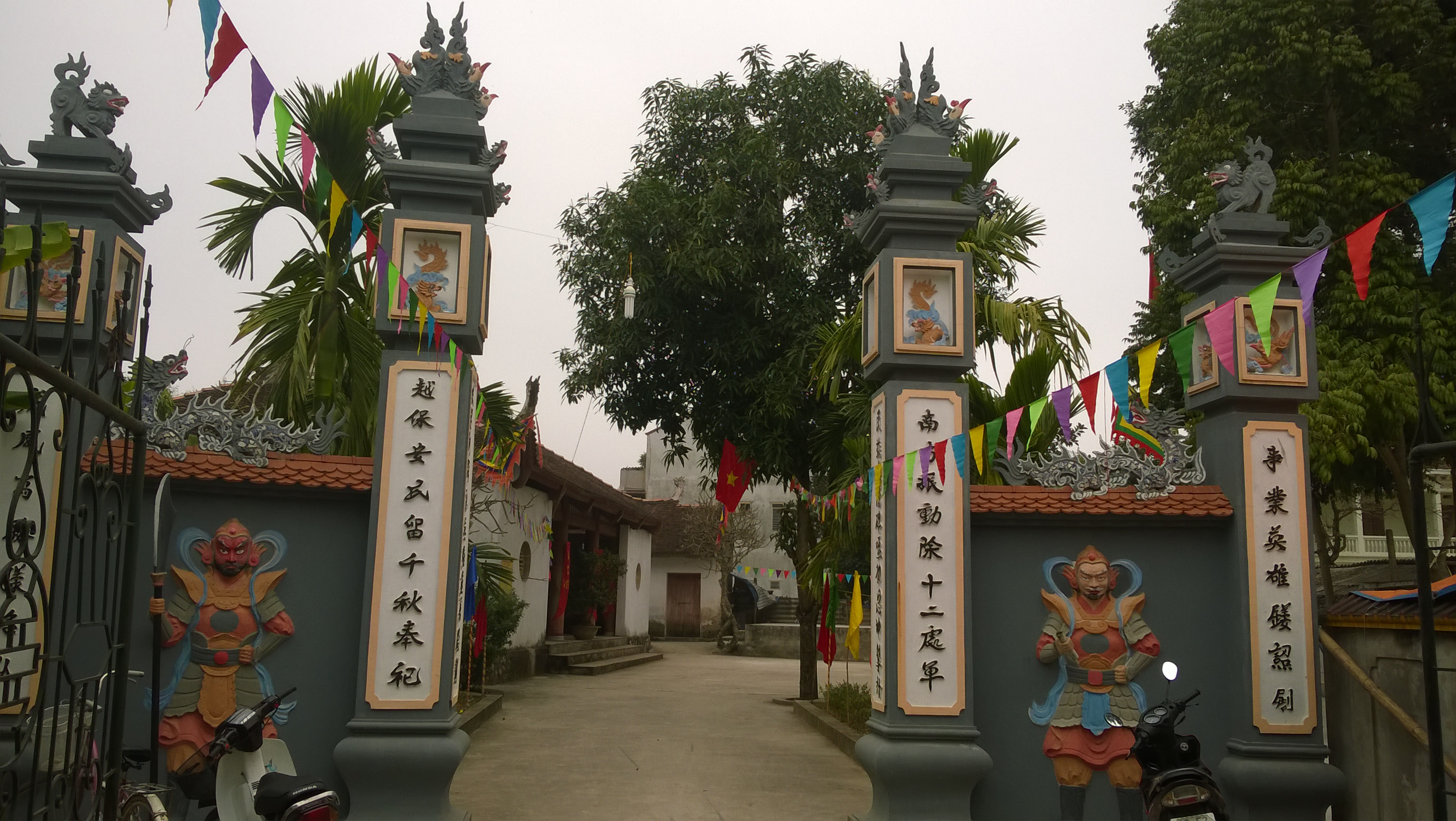
Đền thờ Đinh Tiên Hoàng Đế ở xã Mỹ Đức, Hà Nội

## Gia đình
- Cha: Đinh Công Trứ
- Mẹ: Đàm Thiềm Nương
- Chú: Đinh Dự
- Vợ:
  - Theo chính sử có 5 Hoàng hậu: Đan Gia Hoàng hậu, Trinh Minh Hoàng hậu, Kiểu Quốc Hoàng hậu, Cồ Quốc Hoàng hậu, Ca Ông Hoàng hậu.
  - Theo dã sử đã thấy 5 Hoàng hậu:
    - Hoàng Thị: là được thờ ở chùa Bà Ngô, thuộc quần thể di tích Cố đô Hoa Lư.[50] Bà sinh ra thái tử Đinh Hạng Lang.
    - Đinh Thị Tỉnh: được thờ ở đền Thánh Mẫu, xã Đông Sơn, Đông Hưng, Thái Bình.
    - Dương Vân Nga: là hoàng hậu của 2 vua Đinh Tiên Hoàng và Lê Đại Hành trong lịch sử Việt Nam.
    - Nguyễn Thị Sen: Bà được coi là bà tổ nghề may, thờ ở làng Trạch Xá, xã Hòa Lâm huyện Ứng Hòa, Hà Nội.
    - Dương Thị Nguyệt: được thờ ở thôn Đặng Xá, xã Văn Xá; đình Tam Chúc (Kim Bảng, Hà Nam) và Nghè Xuân Phả ở Thanh Hóa.
- Con:
  - Con trai: Về các con Vua Đinh Tiên Hoàng, các sử chép thống nhất có ba con trai Đinh Liễn, Đinh Hạng Lang, Đinh Toàn.
  - Con gái: Sử không chép rõ ràng nhưng căn cứ vào các thần tích tại nhiều đền thờ có thể thấy ít nhất vua có năm con gái là: 
    - Công chúa Phất Kim (được thờ ở đền thờ công chúa Phất Kim khu di tích cố đô Hoa Lư)
    - Công chúa Phù Dung (được thờ ở đình Phù Sa, xã Viên Sơn thị xã Sơn Tây Hà Nội) và phủ Phù Dung ở thôn Yên Trạch, cố đô Hoa Lư.
    - Công chúa Minh Châu là vợ của Trần Thăng, em sứ quân Trần Lãm
    - Công chúa Liên Hoa (được thờ ở đình Trâm Nhị, Ân Thi, Hưng Yên).
    - Công chúa Ngọc Nương (được thờ ở thôn Đặng Xá, Kim Bảng, Hà Nam).